# Edmund Reitter

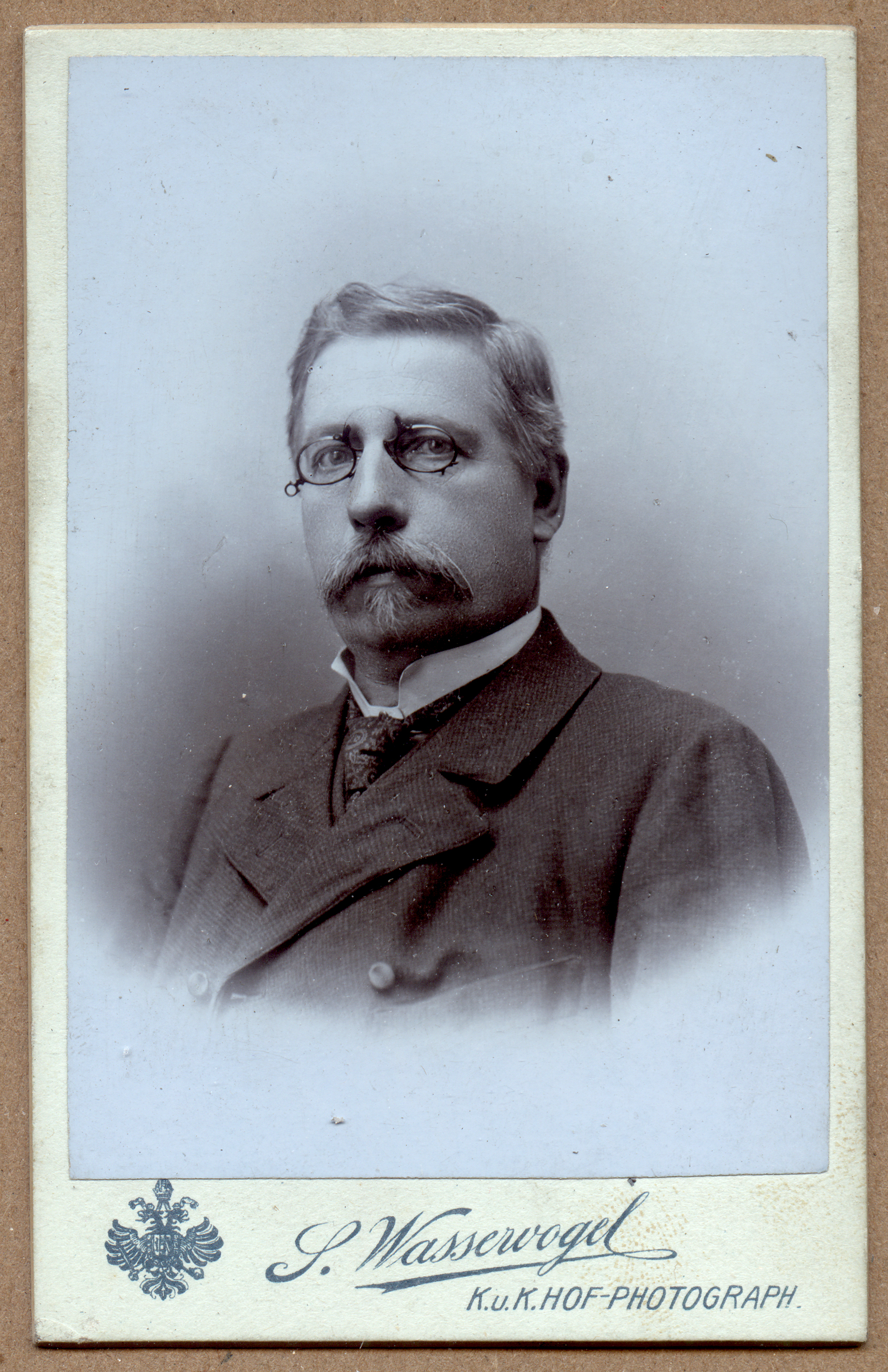
Edmund Reitter

Edmund Reitter (ur. 22 października 1845 w Müglitz, zm. 15 marca 1920 w Paskau) – austriacki entomolog, kolekcjoner chrząszczy.
Jego ojciec był leśnikiem w Karwinie. Edmund Reitter po nauce w szkole w Opawie rozpoczął praktykę agronomiczną w Stonawie. Od 1869 pracował jako urzędnik w Paskau. W tym samym roku zajął się handlem chrząszczami. W 1869 roku założył prywatny instytut przyrodniczy w Paskau. Od 1879 w Wiedniu, gdzie otworzył księgarnię entomologiczną. W 1881 przeniósł się do Mödling, a potem z powrotem do Paskau.
Był współzałożycielem (1881), redaktorem i wydawcą czasopisma „Wiener Entomologische Zeitung”. Wydał pięciotomową pracę Fauna Germanica, Die Käfer des Dt. Reiches. Był autorem ponad 1000 prac naukowych. Opisał 6411 nowych gatunków chrząszczy. Jego kolekcja znajduje się obecnie w Muzeum Historii Naturalnej w Budapeszcie.
Dwukrotnie żonaty (Anna Kunte, 1871 i Hermine Nowak, 1874), miał syna i cztery córki. Jego syn Emmerich (1880–1945) i wnuk Ewald Hugo (1913–1976) również zajmowali się entomologią.
Pod koniec życia zajmował się spirytyzmem.